# Università Ovidius
L'Università Ovidius è un'università pubblica con sede a Costanza, fondata nel 1961 come istituto pedagogico e trasformato in università multidisciplinare nel 1990. È intitolata al poeta latino Publio Ovidio Nasone.